# Jamaica Beach
Jamaica Beach ist eine Stadt im Galveston County im US-Bundesstaat Texas in den Vereinigten Staaten. Das U.S. Census Bureau hat bei der Volkszählung 2020 eine Einwohnerzahl von 1078 ermittelt.

## Geographie
Die Stadt liegt auf Galveston Island im Südosten von Texas am Golf von Mexiko und hat eine Gesamtfläche von 2,0 km2, wovon 0,1 km2 Wasserfläche ist.

## Demografische Daten
Nach der Volkszählung im Jahr 2000 lebten hier 1.075 Menschen in 483 Haushalten und 303 Familien. Die Bevölkerungsdichte betrug 576,5 Einwohner pro km2. Ethnisch betrachtet setzte sich die Bevölkerung zusammen aus 95,07 % weißer Bevölkerung, 0,37 % Afroamerikanern, 0,37 % amerikanischen Ureinwohnern, 0,56 % Asiaten, 0,00 % Bewohnern aus dem pazifischen Inselraum und 1,95 % aus anderen ethnischen Gruppen. Etwa 1,67 % waren gemischter Abstammung und 8,56 % der Bevölkerung waren spanischer oder lateinamerikanischer Abstammung.
Von den 483 Haushalten hatten 25,7 % Kinder unter 18 Jahre, die im Haushalt lebten. 52,8 % davon waren verheiratete, zusammenlebende Paare. 6,8 % waren allein erziehende Mütter und 37,1 % waren keine Familien. 27,3 % aller Haushalte waren Singlehaushalte und in 7,7 % lebten Menschen, die 65 Jahre oder älter waren. Die Durchschnittshaushaltsgröße betrug 2,23 und die durchschnittliche Größe einer Familie belief sich auf 2,74 Personen.
20,3 % der Bevölkerung waren unter 18 Jahre alt, 4,9 % von 18 bis 24, 31,9 % von 25 bis 44, 28,4 % von 45 bis 64, und 14,5 % die 65 Jahre oder älter waren. Das Durchschnittsalter war 42 Jahre. Auf 100 weibliche Personen aller Altersgruppen kamen 99,8 männliche Personen. Auf 100 Frauen im Alter von 18 Jahren und darüber kamen 99,8 Männer.
Das jährliche Durchschnittseinkommen eines Haushalts betrug 52.045 USD, das Durchschnittseinkommen einer Familie 66.250 USD. Männer hatten ein Durchschnittseinkommen von 42.411 USD gegenüber den Frauen mit 31.875 USD. Das Prokopfeinkommen betrug 30.943 USD. 7,3 % der Bevölkerung und 5,7 % der Familien lebten unterhalb der Armutsgrenze. Davon waren 8,4 % Kinder und Jugendliche unter 18 Jahren und 0,0 % waren 65 oder älter.